# خودانتقادی ادبی
«نقد ادبی» دانشِ تفسیر، تحلیل، مقایسه، طبقه‌بندی، ارزیابی، و تبیین صحّت و سندیّت متون ادبی و آثار ادب شفاهی است که شامل اظهار نظر یا واکنش انتقادی عملی نسبت به آن آثار می‌باشد. «نقد خویشتن» یا «خودانتقادی» Self-criticism نقدی است که پدیدآور بر آثار، روش، نگرش یا جایگاه خویش به‌عنوان یک نویسنده یا شاعر انجام دهد.
خودانتقادی به‌صورت عملی از دیرباز در ادبیات وجود داشته، با این‌حال، نظام بخشیدن به این نوع نقد و آماده‌سازی آن برای ارائه، به‌منزلهٔ یک نگرش راهبردی، به عنوان پایان‌نامه دکترا در دانشگاه یزد دفاع شد که داده‌های آن بر اساس مطالعات کتابخانه‌ای به دست می‌آید و با روش تحلیل و توصیف و مقایسه انجام می‌شود. انگیزه‌های درونی، مانند کمال‌طلبی و انگیزه‌های بیرونی شامل عوامل انسانی و پیرامونی پدیدآوران را به خودانتقادی ترغیب می‌کند. نقد خویشتن با واگشایی برخی روابط درونی و بیرونی متن می‌تواند به مخاطب کمک کند تا با فضای پیش، حین، و پس از خلاقیت ادبی آشنا و موجب تسهیل امر تفسیر و تأویل شود. نقد خویشتن نه‌تنها موجب کاستن از جذابیت اثر ادبی نمی‌شود، بلکه می‌تواند باعث رفع عیوب اثر، ارتقاء متن و بهبود آن در تحریرهای بعدی و افزایش دامنهٔ مخاطبان شود. خودانتقادی ممکن است به‌صورتهای درون‌متنی یا برون‌متنی؛ ذوقی یا فنی؛ کل‌نگر یا جزءنگر؛ نظری یا عملی؛ مطلق یا التقاطی و خلاّق؛ مستقیم یا غیرمستقیم و تأویلی؛ و نهایتاً به صورت سازمان‌یافته یا اتفاقی اظهار شود و هر سه محور نقد ادبی، شامل: متن، پدیدآور و خواننده را در بر بگیرد. خودانتقادی متن‌محور با تأکید بر زمان تولید اثر، به‌صورتهای پیشاتولیدی؛ میان‌تولیدی، و پساتولیدی بیان می‌شود؛ و در آنها غالباً از روش، نگرش ادبی، قالب، فصاحت و بلاغت آثار بحث می‌کنند. خودانتقادی مؤلف‌محور با تأکید بر انواع «منِ» پدیدآور، اغلب متوجه شخصیت و موقعیت او در جامعه به‌عنوان یک ادیب است و مسائلی مانند خلقیات و احساسات خالق اثر و تواناییها و ضعفهای او را که بر خلاقیت ادبی وی مؤثر است، شامل می‌شود. خودانتقادی خواننده‌محور، نسبت به‌سطح بینش و تجربهٔ خوانش مخاطبان، خطاب به خوانندگان عادی به‌صورت ذوقی، و خطاب به خوانندگان حرفه‌ای و محققان ادبی با زبان فنی بیان می‌شود.